# Hiphop soul
Hiphop soul är en subgenre till samtida R&B som är kraftigt influerad av hiphop. Termen uppkom i samband med marknadsföringen av Mary J. Bliges album What's the 411 (1990). Samma artist gavs senare titeln "Queen of Hip Hop Soul" på grund av hennes framgångar i genren.
Hiphop soulen består av R&B:ns vokalmusik som sjungs över hårdare, hiphop-drivna beats. Några andra artister som haft framgång i genren är Keyshia Cole (som titulerats "Princess of Hip Hop Soul") och Ashanti (som titulerats "Princess of Hip-Hop & R&B").